# Formosat-5
Formosat-5 je družice pro pozorování Země provozovaná a vyrobená tchajwanskou Národní kosmickou organizací. Jde o první tchajwanskou družici. Družice je od srpna 2017 umístěna na Heliosynchronní dráze Země, kde sbírá data pro analýzu přírodních katastrof, národní bezpečnost, sledovat životní prostředí, mezinárodní záchranné operace. Životnost družice je pět let, obíhá Zemi každých 100 minut ve výšce 720 kilometrů a se sklonem dráhy 92,28 stupňů.

## Okolnosti startu
Formosat-5 byl na oběžnou dráhu vynesen pomocí nosné rakety Falcon 9 v1.2 společnosti SpaceX. Statický zážeh před startem proběhl 19. srpna 2017 a start proběhl 24. srpna 2017. Původně měl být satelit vynesen lehkou raketou Falcon 1e, ale později se náklad přesunul na Falcon 9, který má větší nosnost, takže jako sekundární náklad měl být vynesen také prstenec SHERPA, který měl nést množství mikrosatelitů a cubesatů. Po odkladech startu nakonec SHERPA využil jiného dopravce (indické rakety PSLV) a Formosat byl tak jediným nákladem této mise. Vzhledem k nízké hmotnosti nákladu se spekulovalo o možné přistání prvního stupně nosné rakety na pevnině, ale stupeň nakonec přistál na mořské plošině JRTI. Zároveň by se mělo jednat o poslední start nového kusu prvního stupně verze Block 3. Druhý stupeň byl při tomto letu Block 4. Všechny následující starty by měly být už kompletní verze Block 4 nebo Block 5, případně znovupoužitý první stupeň Block 3.